# Kanadský eskymácký pes
Kanadský eskymácký pes (anglicky: Canadian Eskimo Dog) je arktické pracovní psí plemeno původem z Kanady. Jedná se o jedno z nejstarších severoamerických psích plemen a zároveň také o jedno z nejvzácnějších vůbec; v roce 2008 bylo zapsáno pouze něco přes 300 chovných jedinců. Inuité, kteří tyto psy chovají jako pracovní, je nazývají qimmit nebo také qimmiq.

## Historie

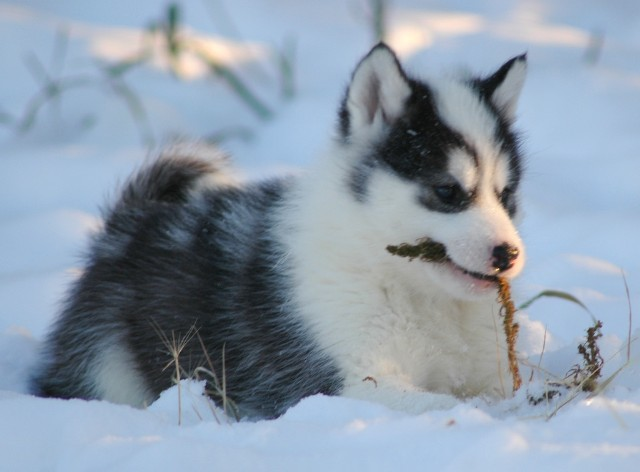
Štěně kanadského eskymáckého psa

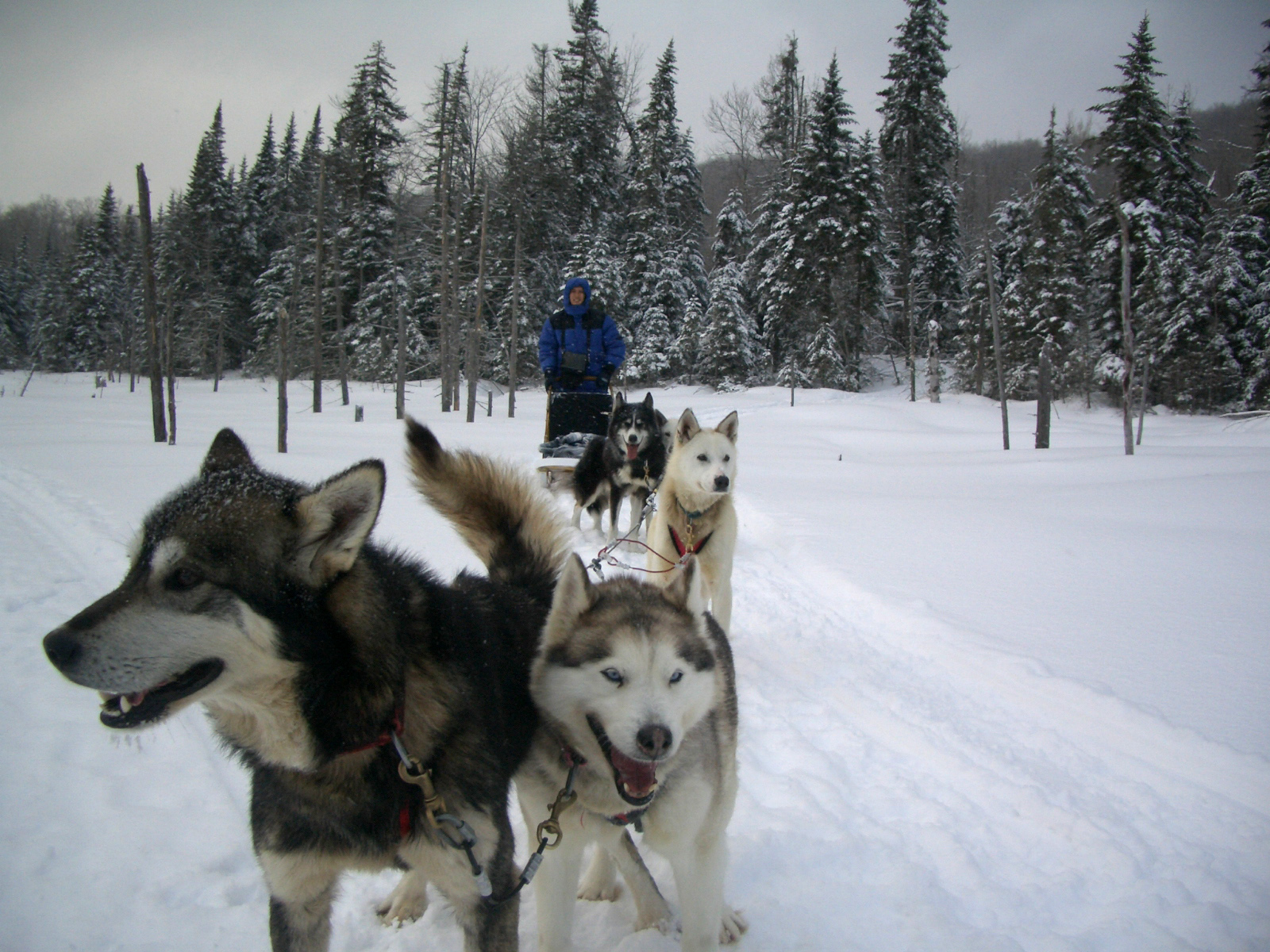
Kanadský eskymácký pes při komerčním lovu ledních medvědů

Kanadský eskymácký pes je jedno z nejstarších severoamerických psích plemen; jen po Arktidě běhá tento pes již přes 4 000 let. Pověsti o kanadských eskymáckých psech tvrdí, že byli vyšlechtěni na mytickém ostrově Thule, výzkumy ale ukázaly, že tito psi jsou velice blízce příbuzní grónským psům, což může značit, že jejich původní domovinou bylo právě Grónsko. Sami Inuité používají kanadské huskye po dlouhou dobu, avšak v jejich náboženství jsou psi popisováni pouze jako nástroj pro lidi. Využívali je především pro lovecké práce (například lov medvědů), ale také pro dopravu, tedy tažení saní. Mimo jiné je ale chovali i na kožešiny, které byly mnohem více hřejivé a trvanlivé, než kožešiny vlčí, dále v době hladomoru sloužili i jako potrava. Výjimečně nebylo ani křížení kanadských eskymáckých psů s vlky, takoví kříženci byli naopak velice častí a podobné křížení přispívalo k "osvěžení krve"; psi byli vytrvalejší, rychlejší i lepší lovci.
V současné době jsou kanadští eskymáčtí psi využívání k rekreačnímu lovu ledních medvědů v Kanadě. Na druhou stranu, standardní postupy ustupují těm moderním, proto častěji uvidíme motorová vozidla. V případě, že chce ale někdo v Kanadě lovit lední medvědy komerčně, je povinen použít při tom přirozených prostředků, jako jsou psi. Jedná se o velmi vzácné plemeno. V 19. a 20. století po těchto psech byla vyšší poptávka kvůli polárním expedicím a jen na Arktidě žilo například v roce 1920 okolo 20 000 psů. Nicméně od roku 1960 populace postupně upadala. Již roku 1959 bylo plemeno vyškrtnuto z registrů American Kennel Clubu (AKC) a Canadian Kennel Clubu (CKC).
Od roku 1970 pracovala organizace EDRF (Eskimo Dog Research Foundation) a Brian Ladoon na zvýšení populace kanadských eskymáckých psů. EDRF byla financována především kanadskou vládou nebo místním Kennel Clubem a i díky této podpoře mohli zakoupit od Inuitů z Baffinova ostrova několik psů, okolo 20 kusů. Poté byl zahájen chov. V roce 1970 byli zakoupeni další psi, avšak ani to nepomohlo k razantnímu navýšení psů a počty se příliš nezvyšovaly. Ačkoliv se ze strany Inuitů stále jedná o nejvíce používaný dopravní prostředek v Kanadě, jeho populace neustále klesá v důsledku mnohých chorob, zanedbávané péči i větší používanosti sněžných skútrů.

## Povaha

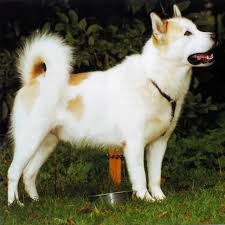
Sněhobílý pes s oranžovými znaky

Povaha kanadského eskymáckého psa se odvíjí od jeho původního využití; je loajální, houževnatý, odvážný, inteligentní a ostražitý. Zároveň je také přítulný a něžný, vytváří se svým majitelem hluboké pouto, avšak pouze s jedním pánem, nehodí se tedy příliš do větší rodiny. Při jejich používání jako dopravní prostředky si museli kanadští huskyové shánět potravu sami a proto se u nich vyvinul lovecký pud, který je u nich vyvinutý stále. Tito psi mohou být také nepříjemně uštěkaní. Psi si vytvářejí silné pouto i ke smečce.

## Péče
Kanadský eskymácký pes vyžaduje velké množství výcviku a výchovy. Co se pohybu týče, pak jim běžné procházky nestačí, nejvhodnější je pro ně mushing nebo podobně náročné sporty. Mushing lze doplnit i jinými psími sporty; agility, dogdancingem nebo flyballem. Kanadští eskymáčtí psi jsou lépe cvičitelní, než jiní špicové, také více inteligentní. Obecně se tito psi lépe mají v chladném prostřední, tuzemská horká a suchá léta by jim příliš dobře nedělala a mohla by jim způsobit až úžeh. Srst není na péči náročnější, než u jiných severských psů; stačí vyčesávat ji jednou až dvakrát týdně. Nicméně v období línání je vhodné kartáčovat každý den.
Pokud bychom se vrátili do historie, pak zjistíme, že Inuité ve své domovině kanadské eskymácké psy nejdříve zapojili do spřežení hned, jako mohla štěňata chodit, aby se zvykala a naučila tahat saně. Ve věku dvou měsíců jsou pak štěňata udržována ve stálém kontaktu s dospělými psy. Někdy vycházelo až deset štěňat na jednoho dospělého jedince a společně s častými fyzickými tresty se z nich stali houževnatí a tvrdí lovci. Podobně drastické metody se dnes už ale téměř nevyužívají.